# The Osmonds
The Osmonds – американская семейная поп-группа, образованная в Огдене, Юта в начале 60-х годов братьями Аланом, Уэйном, Мерилом и Джеем Осмондами. Первый коммерческий успех к ней пришел в начале 70-х годов, когда в состав пришли Донни и Джимми Осмонды.  Первый же сингл, написанный для Osmonds продюсером Риком Холлом, «One Bad Apple» (1971) поднялся на 1-е место в Billboard Hot 100 и продержался 5 недель на вершине. За ним последовали хиты: «Double Lovin'», «Yo-Yo», «Down by the Lazy River», «Hold Her Tight» и «Crazy Horses» (в котором The Osmonds попытались примкнуть к глэм/хард-року). Альбомы коллектива также продавались успешно: первые 4 из них получили золотой статус. 
В 1971 году Донни Осмонд начал успешную сольную карьеру («Go Away Little Girl», #1), его примеру последовал младший брат Джимми («Long-Haired Lover From Liverpool», #1). Начиная с 1973 года с группой стала выступать и 13-летняя Мэри Осмонд, выпустившая и сольный хит «Paper Roses». После распада коллектива в 1980 году Донни Осмонд выступал на Бродвее, возвращался в чарты с танцевальными синглами, пел в дуэте с Мэри. Последняя в 90-х годах несколько раз появлялась в кантри-чартах, а в 2007 году приняла участие в телешоу «Dancing With the Stars» (АBC, 2007). Также в кантри-жанре продолжали выступать и четверо старших братьев (под названием Osmond Brothers). В 2008 году The Osmonds выпустили альбом «Live in Las Vegas 50th Anniversary Reunion Concert», документировавший их воссоединение.  
Осмонды являются убежденными мормонами.

## Дискография

### Студийные альбомы
- 1970: Osmonds
- 1971: Home-Made
- 1972: Phase-III
- 1972: The Osmonds Live
- 1972: Crazy Horses
- 1973: The Plan
- 1974: Love Me For A Reason
- 1975: The Proud One
- 1975: Our Best To You
- 1975: I'm Still Gonna Need You
- 1975: Around The World Alive In Concert
- 1976: Brainstorm
- 1976: Christmas Album
- 1977: Greatest Hits
- 1979: Stepping Out
- 1982: The Osmond Brothers
- 1984: One Way Rider
- 1985: Today
- 1993: Greatest Hits